# Evaldas Žabas
Evaldas Žabas (Vilnius, 21 aprile 1988) è un ex cestista lituano con cittadinanza canadese.